# Weisses Rössl (Hotel)

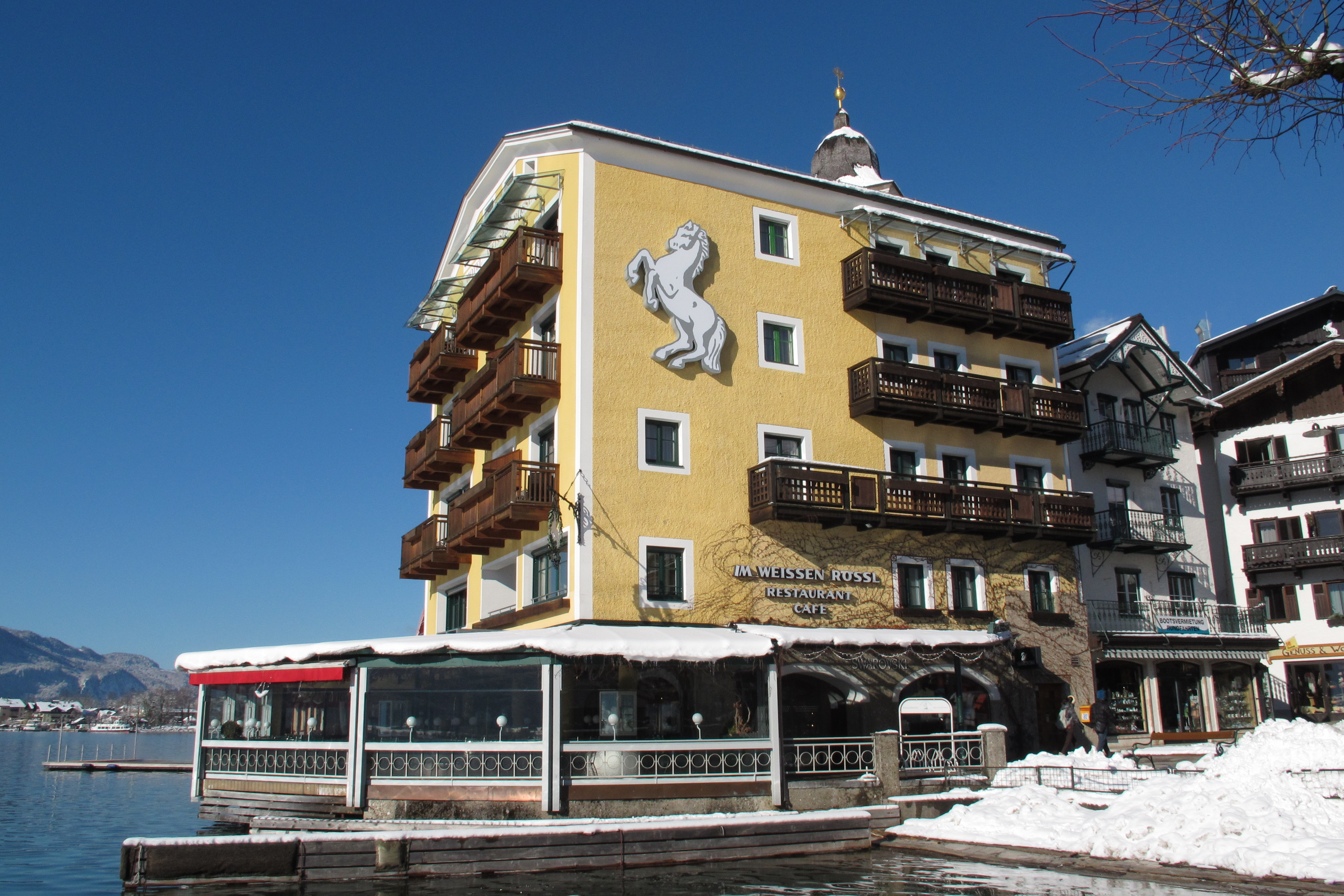
Das Weisse Rössl (2012)

Das Weisse Rössl ist ein 4-Sterne-Superior-Hotel und Restaurant in St. Wolfgang im Salzkammergut am Wolfgangsee in Österreich.
Seit über 500 Jahren werden Gäste im Anwesen unterhalb der Wallfahrtskirche St. Wolfgang untergebracht. Das eigentliche Hotel „Weisses Rössl“ entstand 1878. 1912 übernahm Paul Johann Peter das Hotel, mittlerweile befindet sich das Familienunternehmen schon in der dritten Generation, derzeitiger Besitzer ist Helmut Peter, der von 1990 bis 1993 sowie von 1994 bis 1999 auch Abgeordneter zum Nationalrat war.
Das „Weisse Rössl“ diente dem Singspiel Im weißen Rößl von Ralph Benatzky (1930) als Hintergrund, zudem auch als Kulisse der zahlreichen Verfilmungen, darunter Im weißen Rößl (1960) mit Peter Alexander als Kellner Leopold und Waltraut Haas als Rösslwirtin. Auch in den drei Filmen von Franz Antel um das Hotel „Schwarzes Rößl“  spielte das Weiße Rössl als Konkurrenzhotel eine wichtige Rolle, zuletzt in Ausser Rand und Band am Wolfgangsee (1972), wobei erneut Waltraut Haas die Rößlwirtin darstellte.
Auch die Handlung des 1943 uraufgeführten deutschen Filmlustspiels Die Wirtin zum Weißen Rößl, das zu dem Singspiel nur einen indirekten Bezug hat, ist im Hotel Weißes Rössl angesiedelt.
1994 diente das Hotel und der Film von 1960 auch als Vorbild im Bühnenprogramm Im weißen Rößl am Wolfgangsee von Ursli Pfister (mit Otto Sander, Meret Becker, Max Raabe, Geschwister Pfister und Gerd Wameling).  Im Jahr 2013 kam es mit Im weißen Rössl – Wehe Du singst! zu einer erneuten Verfilmung von Jan Berger als Drehbuchautor und Christian Theede als Regisseur, wobei das Hotel nur Namensgeber war (der Film wurde in St. Gilgen gedreht).